# ۱۶ جمادی‌الاول
۱۶ جمادی‌الاول، شانزدهمین روز از ماه جمادی‌الاول در تقویم هجری قمری است.
در تقویم هجری قمری قراردادی این روز صد و سی و چهارمین روز سال است.